# Camí del Meüll
El Camí del Meüll és un camí que discorre pels termes de Castell de Mur, en terres del Meüll, de l'antic terme de Mur, i de Tremp, a l'antic terme de Fígols de Tremp, al Pallars Jussà.
Arrenca de Miravet d'Arbul, per tal d'adreçar-se cap al nord i resseguir la Serra d'Arbul fins al Pla de la Bassa. En aquest lloc emprèn la direcció est, passa pel nord del Mas de Condó, gira cap al sud-est, davalla cap a la Rebollera, passa a llevant de Sant Gregori, fins que arriba al Planell de Sallamana, on hi hagué la masia de Casa Sallamana. Ja decantat clarament cap al sud-est, travessa la Serra del Castell, i arriba al Meüll en poc tros més.
L'any 2007 fou aprovada per la Generalitat de Catalunya la seva classificació com a camí ramader.

## Etimologia
Pren el nom del Meüll, que és on mena.